# HD30877
HD30877 — хімічно пекулярна зоря спектрального класу A2, що має видиму зоряну величину в смузі V приблизно  7,3.
Вона  розташована на відстані близько 746,4 світлових років від Сонця.